# کلیشوو (استان اشوی‌داشکسیه)
کلیشوو (به لهستانی:  Kliszów) یک روستا در لهستان است که در گمینا کییه واقع شده‌است.
 کلیشوو  ۲۶۰ نفر جمعیت دارد.